# Gintaras Grušas
Gintaras Linas Grušas (* 23. září 1961, Washington, D.C.) je litevský římskokatolický kněz, arcibiskup vilniuský a předseda Rady evropských biskupských konferencí.

## Život
Pochází z rodiny, která byla expatriována ze Sovětského svazu do USA v 50 letech. Po studiích matematiky a informatiky na Kalifornské univerzitě v Los Angeles pracoval pět let v IBM začal studovat teologii v Římě na Angelicu, kde v roce 1994 záskal bakalaureát z teologie, roku 1999 licenciát a roku 2001 doktorát z kanonického práva. V roce 2010 byl jmenován vojenský ordinářem Litvy a přijal biskupské svěcení, roku 2013 jej papež František jmenoval arcibiskupem vilniuským. Or roku 2014 je předsedou litevské bsikupské konference, 25. září 2021 byl zvolen předsedou Rady evropských biskupských konferencí.